# Protocolo notarial

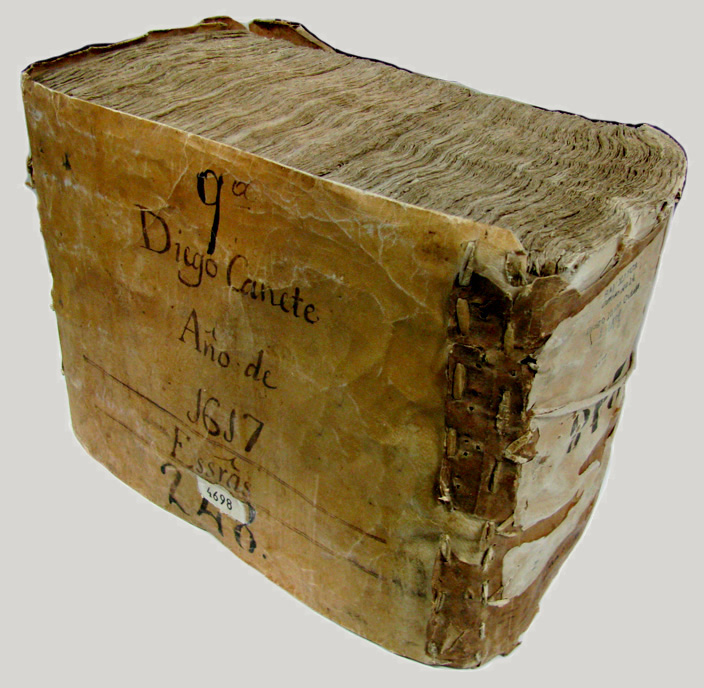
Protocolo notarial de Diego Nieto Cañete, de 1617, conservado en el Archivo Histórico Provincial de Salamanca.

Un protocolo notarial es una colección documental ordenada cronológicamente de las escrituras protocolizadas realizadas por los notarios durante un año. Suelen abarcar uno o más tomos encuadernados y son foliados con letras. Esta definición es la consignada en la Ley Orgánica del Notariado de 1862. Los protocolos notariales corresponden a un solo notario, pero pueden figurar las actuaciones notariales de más de un lugar donde el notario haya ejercido su función.